# Deutsche Evangelische Oberschule Kairo
Die Deutsche Evangelische Oberschule (DEO) in Kairo (arabisch المدرسة الألمانیة الإنجیلیة الثانویة بالقاهرة) ist eine von acht anerkannten deutschen Auslandsschulen in Ägypten. Sie verfolgt das Konzept einer integrierten Begegnungsschule, d. h., es werden sowohl deutsche Schüler als auch Schüler ägyptischer oder sonstiger Abstammung aufgenommen. Es besteht die Möglichkeit, nach zwölf Schuljahren die deutsche Reifeprüfung (Abitur) abzulegen. Heute besuchen die Schule ca. 1300 Schüler, von denen über 85 Prozent Ägypter sind.

## Geschichte
Die Schule wurde 1873 von der Deutschen Evangelischen Gemeinde gegründet und war zunächst lange Zeit eine kleine Kirchenschule, die vom jeweiligen Pfarrer der Gemeinde geleitet wurde. Über die Jahre wuchs die Schule stetig und erlebte im Laufe der sozialen Umbrüche in Ägypten zahlreiche Veränderungen.
Im Laufe der Geschichte wechselte die Schule ihren Standort. 1908 zog sie nach Bulaq. Im Ersten Weltkrieg wurde die Schule geschlossen, erst 1930 wieder eröffnet und 1939 wieder geschlossen. Erst acht Jahre nach dem Zweiten Weltkrieg kam es 1953 unter Direktor Artur Hachmeister in der Sharia Dr.-Mahmoud-Azmi in Zamalek zur Wiedereröffnung. Einige Jahre später zog die Schule (auch in Zamalek) in die Sharia Al Mansur Muhammad um; in der Nähe der „faculty of Modern Arts“ und des Hauptsitzes des DAAD. Neuer Direktor wurde 1962 Karl Alban. Da die Schule, die in mehreren alten Villengebäuden untergebracht war, im Laufe der Jahre auf mehrere hundert Schüler anwuchs, wurde ein Neubau in Dokki, 6 Sharia Dokki, errichtet, der im März 1977 bezogen werden konnte. Ab der elften Klasse werden seit 2001 der muslimische und der evangelische Religionsunterricht gemeinsam (koedukativ) durchgeführt.

## Traditionen
Jährlich findet ein Wettkampf zwischen der Deutsche Evangelische Oberschule Kairo und der Deutschen Schule Athen (DSA) in den Disziplinen Schwimmsport, Leichtathletik und entweder Basketball, Fußball oder Volleyball, statt. Dazu fliegt im Wechsel die eine Mannschaft in die Stadt der anderen.
Traditionell sind auch der Weihnachtsbasar, der Klaus-Heller-Lauf und die „Brotaktion“, in der Lebensmittel für arme Heimbewohner gesammelt werden.
Die Deutsche Evangelische Oberschule organisiert auch den jährlichen Pyramidenlauf, der im Februar an den Pyramiden von Giza stattfindet. Dabei handelt es sich um eine Laufstrecke von 8 Kilometern, Start- und Endpunkt ist die Mykerinos-Pyramide. Dieser Lauf findet seit 1976 statt und wurde nur 1991 wegen Sicherheitsbedenken ausgesetzt.
Die Schule nimmt am jährlichen Wettbewerb Jugend musiziert der deutschen Schulen im östlichen Mittelmeerraum teil.

## Bekannte Absolventen
- Michael Bochow, Soziologe
- Amr Hamzawy, Politikwissenschaftler, Politiker, Publizist
- Abdel Meguid Kassem, Arzt, Professor an der Universität Kairo
- Thomas Malsch, Soziologe
- Naguib Sawiris, Unternehmer
- Nassef Sawiris, Unternehmer
- Samih Sawiris, Unternehmer